# Essex, Massachusetts

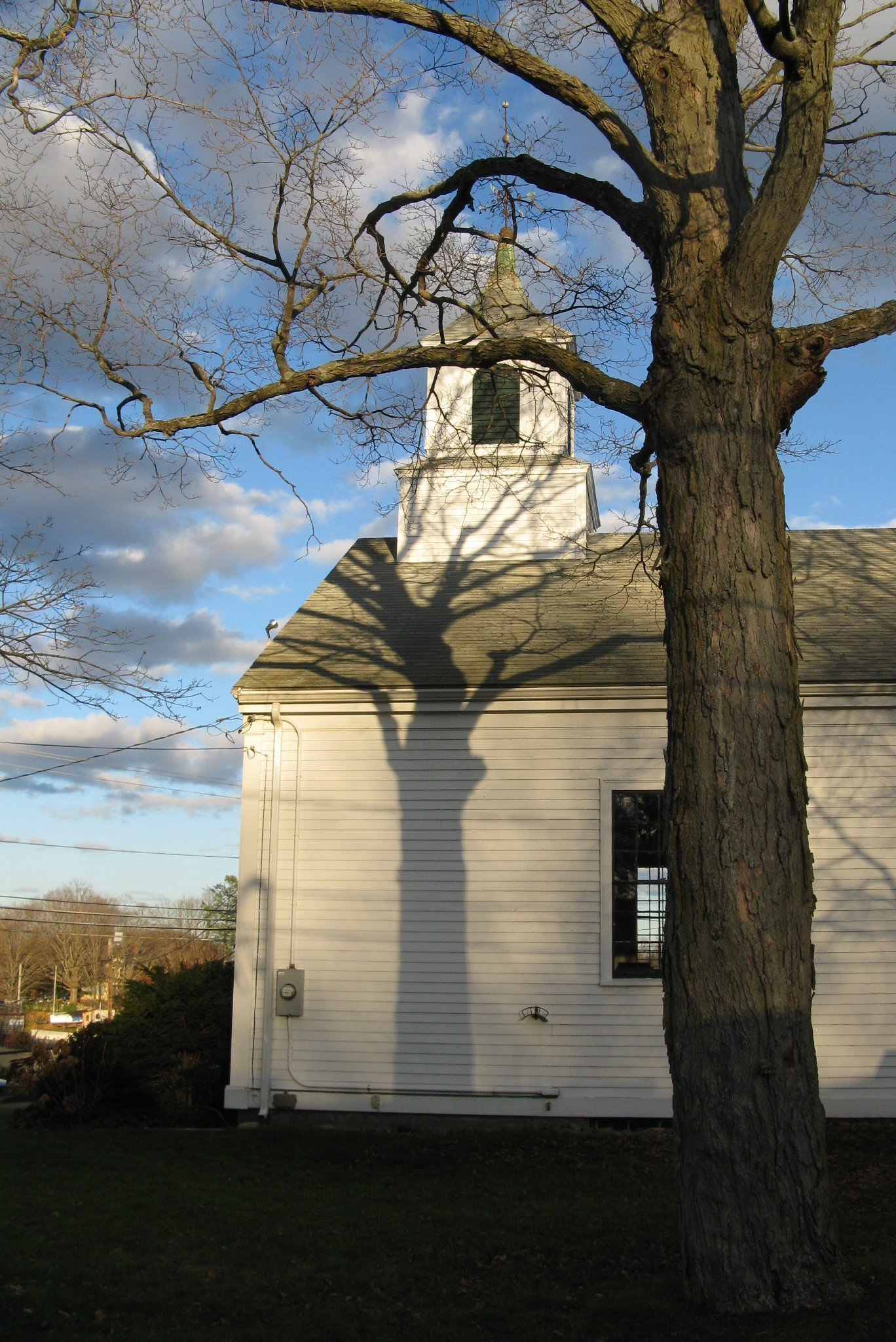

Essex är en kommun (town) i Essex County i delstaten Massachusetts, USA. Vid folkräkningen år 2000 bodde 3 267 personer på orten. Den har enligt United States Census Bureau en area på totalt 41,3 km² varav 4,6 km² är vatten.